# Sara Cuentas
Sara Cuentas Ramírez (Perú) és una periodista, activista i investigadora social des d'una perspectiva feminista descolonial.
Nascuda al Perú, d'arrels ancestrals quítxues i guayocundas, des del feminisme descolonial i l'antiracisme s'ha implicat en la defensa de drets humans de les dones de pobles originaris. Experta en qüestions de gènere, interseccionalitat i drets humans, ha treballat per a diversos organismes públics a l'Amèrica Llatina sobre polítiques i programes per a poblacions en situació d'exclusió social i pobresa. És col·laboradora d'El País-Planeta Futur. Entre les seves publicacions més recents, hi ha la recerca La verdad está en nuestros cuerpos. Secuelas de una opresión reproductiva. A més, la diagnosi participativa Cuidar para sostener la vida. També és autora de la metodologia Análisis Interseccional para el Cambio, centrada a enfortir les autonomies i el benestar social i emocional. S'ocupa de coordinar l'Escola Feminista Descolonial de la Red de Migración, Género y Desarollo, i és membre de la Plataforma Diverses 8M. Ha actuat com a investigadora i formadora en diverses entitats públiques i privades sobre polítiques feministes i anàlisi feminista descolonial. Actualment, impulsa accions internacionals d'incidència per donar suport a la demanda de veritat, justícia i reparació de les dones afectades per les esterilitzacions forçades al Perú. El juliol del 2020 va participar en el Parlament de Catalunya en un acte institucional conjunt amb el Govern per commemorar el Dia Internacional per a l'Eliminació de la Discriminació Racial, en què també van intervenir el president del Parlament, Roger Torrent, i el conseller de Treball, Afers Socials i Famílies, Chakir El Homrani.